# Radical 5

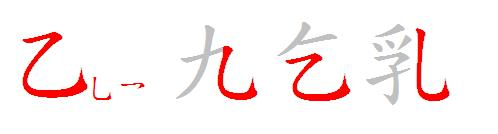
Le radical 5

Le radical 5 (乙 ou 乚, yǐ), est un des six radicaux de Kangxi à n'être constitué que d'un trait. C'est aussi la deuxième des dix tiges célestes. Dans le dictionnaire de Kangxi, 42 sinogrammes sont classés sous ce radical. 

## Caractères avec le radical 5

caractère osécaille
Caractère bronze
Caractère grand sceau
Caractère petit sceau

| Trait                     | Caractères              |
| ------------------------- | ----------------------- |
| 1 trait supplémentaire    | 乜 九                   |
| 2 traits supplémentaires  | 乞 也                   |
| 3 traits supplémentaires  | 乣 乤 乥                |
| 4 traits supplémentaires  | 乧                      |
| 5 traits supplémentaires  | 乨 乩 乪 乫 乬 乭 乮 乯 |
| 6 traits supplémentaires  | 乱 乲                   |
| 7 traits supplémentaires  | 乳 乴 乵 乶 乷 乸       |
| 8 traits supplémentaires  | 乹 乺 乻 乼 乽          |
| 10 traits supplémentaires | 乾 乿 亀                |
| 11 traits supplémentaires | 亁                      |
| 12 traits supplémentaires | 亂 亃 亄                |